# Antarchaea scitula
Antarchaea scitula là một loài bướm đêm trong họ Noctuidae.